# Andrzej Zachariasz
Andrzej Leszek Zachariasz (ur. 26 lutego 1945 w Górce Kościejowskiej) – polski filozof, profesor nauk humanistycznych, pracownik naukowy Międzywydziałowego Instytutu Filozofii Uniwersytetu Rzeszowskiego i Instytutu Filozofii Wydziału Filozofii i Socjologii Uniwersytetu Marii Curie-Skłodowskiej.

## Życiorys
Jest absolwentem studiów doktoranckich Uniwersytetu Warszawskiego i Uniwersytetu Marii Curie-Skłodowskiej, w 1975 r. doktoryzował się na podstawie pracy zatytułowanej Koncepcja poznania historycznego w filozofii Henryka Rickerta, w 1983 r. otrzymał habilitację za pracę pt. Człowiek a poznanie humanistyczne w filozofii W. Diltheya. W 1993 r. uzyskał tytuł profesora nauk humanistycznych. Był zatrudniony w Instytucie Filozofii na Wydziale Filozofii i Socjologii Uniwersytetu Marii Curie-Skłodowskiej.
Pracował na stanowisku dyrektora na Międzywydziałowym Instytucie Filozofii Uniwersytetu Rzeszowskiego.